# محمدرضا امیرصادقی
محمدرضا امیرصادقی بازیگر و عکاس متولد ۱۵ بهمن ۱۳۶۳ در تهران است.

## زندگی هنری
محمدرضا امیرصادقی متولد ۱۳۶۳ در تهران، او در سن ۲ سالگی با اولین حضور در فیلم مسافران مهتاب (نمکی) به کارگردانی مهدی فخیم زاده در نقش مش حسین آقا را ایفا کرد و تاکنون در پیش از ۱۵ فیلم سینمایی با کارگردانانی چون منوچهر هادی، کاظم راست گفتار، محمدعلی سجادی ،مهدی فخیم زاده ،داود موثقی همکاری داشته او فارغ‌التحصیل رشته کارگردانی و فیلمسازی است و از سال ۸۷ شروع به عکاسی سینمایی و طبیعت کرده در سال ۱۳۹۵ به فیلمسازی عروسکی علاقه‌مند شد و شرکت پتیلا را برای ساخت عروسک نمایشی و ساخت محتوای عروسکی تأسیس نمود

## فعالیت‌های سینمایی
| ردیف | سال  | نام                 | سمت    | کارگردان        |  |
| ---- | ---- | ------------------- | ------ | --------------- |  |
| ۱    | ۱۳۶۵ | مسافران مهتاب       | بازیگر | مهدی فخیم زاده  |  |
| ۲    | ۱۳۶۸ | خواستگاری           | بازیگر | مهدی فخیم زاده  |  |
| ۳    | ۱۳۷۰ | شتابزده             | بازیگر | مهدی فخیم زاده  |  |
| ۴    | ۱۳۷۶ | کلید ازدواج         | بازیگر | داود موثقی      |  |
| ۵    | ۱۳۷۰ | شقایق               | بازیگر | مجید قاری زاده  |  |
| ۶    | ۱۳۷۷ | عشق طاهر            | بازیگر | محمد علی نجفی   |  |
| ۷    | ۱۳۸۲ | بله برون            | بازیگر | داود موثقی      |  |
| ۸    | ۱۳۸۷ | پسر تهرانی          | بازیگر | کاظم راست گفتار |  |
| ۹    | ۱۳۹۱ | دنیای پر امید       | بازیگر | منوچهر هادی     |  |
| ۱۰   | ۱۳۹۲ | بازنشسته‌ها          | بازیگر | محسن ربیعی      |  |
| ۱۱   | ۱۳۹۳ | پایانی برای شروع    | بازیگر |                 |  |
| ۱۲   | ۱۳۹۴ | سومین سالگرد ازدواج |        |                 |  |
| ۱۳   | ۱۳۹۵ | من هنرپیشه ام       |        | محسن ربیعی      |  |
| ۱۴   | ۱۳۹۱ | گوهر                |        | منوچهر هادی     |  |

## عکاس
| ردیف | سال  | نام                  | سمت  | کارگردان                   |  |
| ---- | ---- | -------------------- | ---- | -------------------------- |  |
| ۱    | ۱۳۸۹ | بوی گندم (فیلم ۱۳۸۹) | عکاس | محمد خاکی                  |  |
| ۲    | ۱۳۹۰ | بانویی از ماه        | عکاس | الهام قرخانی               |  |
| ۳    | ۱۳۹۱ | بازنشسته‌ها           | عکاس | محسن ربیعی                 |  |
| ۴    | ۱۳۹۲ | صلح کودک جام جهانی   | عکاس | الهام قرخانی               |  |
| ۵    | ۱۳۹۴ | زاویه هفتم           | عکاس | محمدعلی سجادی، محمود معظمی |  |

### تئاتر
- شورش کُلفَتها
- سیاتش

فیلم کوتاه ===
- پایانی برای شروع
- چرخه شکن
- مادربزرگ
- هفت سین
- تخفیف

### نمایشگاه عکاسی
- صلح کودک جام جهانی
- مرغی که دریایی شد
- سکوی آتش

### نویسندگی
- نچرال جِو گرافیک
- ان مان نباران
- پایانی برای شروع
- درخت (فیلم)|درخت
- فلسفه وجود ما
- ذره خدا (فیلم)|ذره خدا
- فراموشی (فیلم سینمایی)|فراموشی
- پارانویا (فیلم)|پارانویا